# حمید مهین‌دوست
حمید مهین‌دوست، بازیگر سینما و تلویزیون و چهره‌پرداز است.

## زندگی
دانش‌آموخته بازیگری نزد حمید سمندریان در ۱۳۷۰ و دانش‌آموخته چهره‌پردازی نزد جلال معیریان در ۱۳۷۱ است.

## فیلم‌شناسی

### طراح چهره‌پردازی
1. سریال نقطه چین، کارگردان مهران مدیری، (۱۳۸۳)
2. سریال چارخونه، کارگردان سروش صحت، (۱۳۸۶)
3. مجموعه شب‌های برره، کارگردان مهران مدیری، ۱۳۸۴
4. سینمایی خاک سرد، کارگردان رضا سبحانی، (۱۳۸۴)
5. سریال جایزه بزرگ، کارگردان مهران مدیری، ۱۳۸۳
6. اتاق رؤیا، کارگردان نیما بانکی، ۱۳۸۲
7. سینمایی ایمیل، کارگردان مجید هدایتی، (۱۳۸۲)
8. سریال نقطه‌چین، کارگردان مهران مدیری، ۱۳۸۲
9. سینمایی خاموش، کارگردان بیژن میرباقری، (۱۳۸۱)
10. سریال سفر سبز، کارگردان محمدحسین لطیفی، ١٣٨١
11. سریال پاورچین، کارگردان مهران مدیری، ۱۳۸۰
12. سینمایی توکیو بدون‌توقف، کارگردان سعید عالم‌زاده، (۱۳۸۰)
13. سینمایی عروسکی برای الدوز، کارگردان محسن چگینی، (۱۳۸۰)
14. سریال همسایه‌ها، کارگردان محمدحسین لطیفی، ۱۳۷۹
15. سریال مسافر، کارگردان سیروس مقدم، ۱۳۷۹
16. سینمایی بهشت از آن تو، کارگردان علیرضا داوودنژاد، (۱۳۷۸)
17. سریال چارخونه، کارگردان سروش صحت
18. سریال مسافران، کارگردان رامبد جوان
19. سریال ساختمان پزشکان، کارگردان سروش صحت
20. فیلم برج میلاد، کارگردان رضا یارخلج
21. فیلم همایش، کارگردان رضا یارخلج

### بازیگر

#### سینمایی
- برج میلاد (فیلم ۱۳۹۲)، (رضا یار خلج ۱۳۹۱)

1. هبوط، (احمدرضا معتمدی، ۱۳۷۲)
2. قانون، (فرامرز قریبیان، ۱۳۷۳)
3. مواجهه، (سعید ابراهیمی‌فر، ۱۳۸۳)
4. روایت سه‌گانه، (سعید ابراهیمی‌فر، ۱۳۸۳)

#### تلویزیون
1. دختران حوا، (حسین سهیلی زاده ۱۳۹۱)
2. راه بی‌پایان، (همایون اسعدیان، ۱۳۸۶)
3. بابای خجالتی، کارگردان شاپور قریب، ۱۳۸۲)
4. سفر سبز، (محمدحسین لطیفی، ۱۳۸۱)
5. همسایه‌ها، (محمدحسین لطیفی، ۱۳۷۹)
6. مسافر، (سیروس مقدم، ۱۳۷۹)
7. حکایت میرزا یحیی (حمید لبخنده ۱۳۷۴)، نوروز ۱۳۷۵ از شبکه ۲

### مجری چهره‌پردازی
1. سینمایی خواب سفید، کارگردان حمید جبلی، (۱۳۷۹)
2. سریال قطار ابدی، کارگردان بهروز بقایی، ۱۳۷۸
3. سریال روزهای زندگی، کارگردان سیروس مقدم، ۱۳۷۷
4. سینمایی بازداشتگاه، کارگردان رضا صفایی، (۱۳۷۶)
5. سینمایی آخرین تک‌سوار ایل، کارگردان حجت قاسم‌زاده، (۱۳۷۶)
6. سینمایی پشت دیوار شب، کارگردان مهران تأییدی، (۱۳۷۶)
7. سینمایی سلول، کارگردان بهروز فرجی، (۱۳۷۵)
8. سریال یحیی و گلابتون، کارگردان اصغر آبگون، ۱۳۷۵
9. سینمایی بزرگ خیلی بزرگ، (۱۳۷۵)
10. سریال حکایت میرزا یحیی، کارگردان حمید لبخنده، ۱۳۷۴
11. سینمایی عاشقانه، کارگردان علیرضا داوودنژاد، (۱۳۷۴)

### مدیر تولید
1. سریال چارخونه، کارگردان سروش صحت، (۱۳۸۶)
2. سریال مسافران، کارگردانرامبد جوان
3. سریال ساختمان پزشکان، کارگردان سروش صحت
4. فیلم برج میلاد، کارگردان رضا یار خلج
5. فیلم همایش، کارگردان رضا یار خلج

### مجری طرح
1. فیلم برج میلاد، کارگردان رضا یار خلج

### ثهیه کننده
1. فیلم همایش، کارگردان رضا یار خلج